# Psilocerea cuprea
Psilocerea cuprea är en fjärilsart som beskrevs av Claude Herbulot 1959. Psilocerea cuprea ingår i släktet Psilocerea och familjen mätare. Inga underarter finns listade.